# Montoliu de Lleida
Montoliu de Lleida est une commune de la province de Lérida, en Catalogne, en Espagne, de la comarque de Segrià.